# Koech Kiprop
Koech Kiprop (* 1938) ist ein ehemaliger kenianischer Zehnkämpfer.
Bei den Olympischen Spielen 1964 in Tokio kam er mit seiner persönlichen Bestleistung von 6556 Punkten auf den 17. Platz.
1966 wurde er bei den British Empire and Commonwealth Games in Kingston Siebter.